# 今津朋子
今津 朋子（いまづ ともこ、1971年9月16日 - ）は、奈良県出身の日本のミュージカル女優。声優。元音楽座所属。東京国際大学人間社会学部福祉心理学科卒業。

## 来歴
舞台芸術学院卒業後、音楽座に所属する。1994年の舞台『泣かないで』（森田ミツ役）にて主演を演じ、第2回読売演劇大賞優秀女優賞・第4回グローバル舞台賞を受賞した。1997年、『泣かないで'97』にて、第5回読売演劇大賞優秀女優賞を再度受賞する。土居裕子に次ぐ、音楽座のヒロインへの座へ押し上げたのがこの『泣かないで』だった。今津の森田ミツはそれほど印象的であったとされている。
その後、大学に社会人入学し、精神保健福祉士の資格を取得、精神障害者施設で働く経験もした。
2006年、音楽座Rカンパニーにて舞台復帰をし、『泣かないで』（森田ミツ役）を演じた。その後、音楽座Rカンパニー所属していたが退団し、現在は舞台活動などを休止している。

## 舞台出演作品
- シャボン玉とんだ宇宙までとんだ（折口佳代役）
- リトルプリンス（王子役）
- 泣かないで（森田ミツ役）
- ホーム（豊役）
- 星の王子様（王子役）
- アイラブ坊ちゃん2000(夏目鏡子役)
- メトロに乗って（貞子役）

## 声優業

### テレビアニメ
- はれときどきぶた (テレビアニメ)（さち子役）
- 地球が動いた日（若者B）

### ゲーム
- VIRUS（少女）

### 吹き替え
- ロスト・イン・スペース（レイシー・シャベール）
- ユー・ガット・メール（ハリー・ハーシュ)
- 天使のわんちゃん　チャーリーとイッチー（アダム・ワイリー）
- キャスパー マジカル・ウェンディ（ヒラリー・ダフ）